# Mycalesis teatus
Mycalesis teatus är en fjärilsart som beskrevs av Hans Fruhstorfer 1911. Mycalesis teatus ingår i släktet Mycalesis och familjen praktfjärilar. Inga underarter finns listade i Catalogue of Life.